# 미스터 수프라내셔널
미스터 수프라내셔널은 2016년에 시작된 국제 남자 미남 선발 대회이다.

## 타이틀 보유자
| 년도 | 미스터 수프라내셔널 우승 (1위)  | 준우승                     | 준우승                         | 준우승                            | 준우승                         | 개최지                   | 참가자 |
| 년도 | 미스터 수프라내셔널 우승 (1위)  | 2위                        | 3위                            | 4위                               | 5위                            | 개최지                   | 참가자 |
| ---- | ------------------------------- | -------------------------- | ------------------------------ | --------------------------------- | ------------------------------ | ------------------------ | ------ |
| 2016 | 멕시코 디에고 가르시            | 벨라루스 세르게이 빈달로프 | 인도 지테쉬 타쿠르             | 브라질 브루노 바닌                | 루마니아 카탈린 브린자         | 크르니차즈드루이, 폴란드 | 36     |
| 2017 | 베네수엘라 가브리엘 코레아      | 스페인 알레한드로 시포     | 브라질 마테우스 송             | 슬로바키아 미칼 가이도셰크        | 멕시코 헥터 파르가             | 크르니차즈드루이, 폴란드 | 34     |
| 2018 | 인도 프라타메시 마울링카르      | 폴란드 야쿠브 쿠크네르     | 브라질 사무엘 코스타           | 태국 케빈 다솜                    | 네덜란드 엔니오 파피아니       | 크르니차즈드루이, 폴란드 | 39     |
| 2019 | 미국 네이트 크른코비치          | 브라질 이탈로 세르케이라   | 페루 알론소 마르티네스         | 폴란드 토마시 자르지츠키          | 베네수엘라 레오나르도 카레로   | 카토비체, 폴란드         | 40     |
| 2021 | 페루 바로 바르가스              | 토고 압델 카셈 테프리지    | 베네수엘라 윌리엄 바델         | 네팔 산토시 우파디아이            | 스페인 루카스 무뇨스-알론소    | 노비송치, 폴란드         | 34     |
| 2022 | 쿠바 루이스 다니엘 갈베스       | 인도네시아 매튜 길버트     | 그리스 레오니다스 암필로키오스 | 멕시코 모이세스 페날로사          | 푸에르토리코 에리베르토 리베라 | 노비송치, 폴란드         | 34     |
| 2023 | 스페인 이반 알바레즈 게데스     | 브라질 헨리케 마르틴스     | 네덜란드 루카 데린             | 대한민국 이용우                   | 카메룬 다니엘 음부다           | 노비송치, 폴란드         | 34     |
| 2024 | 남아프리카 공화국 페질레 므키제 | 네덜란드 케이시 드 브리스  | 필리핀 브랜든 에스피리투       | 베네수엘라 마르코스 데 프레이타스 | 라오스 사논 마니폰             | 노비송치, 폴란드         | 36     |
| 2025 | 프랑스 라빈 스완                | 퀴라소 주메릭 베리스       | 멕시코 마우리시오 칼보         | 나이지리아 마이클 마지            | 필리핀 케네스 카붕칼           | 노비송치, 폴란드         | 38     |

## 대한민국의 역대 출전자
| 연도 | 이름                     | 수상                                      |                          |
| ---- | ------------------------ | ----------------------------------------- | ------------------------ |
| 2016 | 미출전                   | 미출전                                    | 미출전                   |
| 2017 | 김영근                   | 미출전                                    |                          |
| 2018 | 박청우                   |                                           |                          |
| 2019 | 우창욱                   |                                           |                          |
| 2020 | 미개최 (코로나19 범유행) | 미개최 (코로나19 범유행)                  | 미개최 (코로나19 범유행) |
| 2021 | 조영동                   | 우정상                                    |                          |
| 2022 | 한정완                   | Top 20 (11위) & 수프라챗상 & 톱모델 Top 5 |                          |
| 2023 | 이용우                   | 4위 & 톱모델상                            |                          |
| 2024 | 조성현                   | 톱모델 Top 11 & 팬투표 Top 10             |                          |
| 2025 | 이승찬                   | 탤런트상                                  |                          |

## 같이 보기
- 미스터 월드
- 맨헌트 인터내셔널
- 미스터 인터내셔널
- 미스터 글로벌
- 맨 오브 더 월드
- 미스 수프라내셔널
- 미스 어스